# زمرة غير أبيلية
في الرياضيات وبالتحديد في نظرية الزمر، زمرة غير أبيلية (بالإنجليزية: Non-abelian group)‏ هي زمرة (G، ∗) تحتوي على الأقل على عنصرين اثنين a وb لا تكون عندهما العملية المعرِفة للزمرة تبادلية، أي أن a ∗ b ≠ b ∗ a.